# People Are Strange
People Are Strange är den svenska sångerskan Stina Nordenstams fjärde studioalbum, utgivet 1998 av Eastwest Records. Skivan innehåller mestadels covers.
Från skivan utgavs en singel med samma namn, People Are Strange (1998). Den nådde ingen listframgång.

## Låtlista
1. "Sailing" (Gavin Sutherland) – 3:15
2. "Dream of Jeannie (With Light Brown Hair)" (Stephen Foster) – 3:56
3. "Love Hurts" (Boudleaux Bryant) – 0:33
4. "Lonesome Road" (Traditionell) – 2:08
5. "Bird on a Wire" (Leonard Cohen) – 3:42
6. "Purple Rain" (Prince) – 3:52
7. "Swallow Strings" (Stina Nordenstam) – 1:10
8. "Like a Swallow" (Traditionell) – 2:45
9. "Reason to Believe" (Tim Hardin) – 4:11
10. "I Came So Far for Beauty" (Leonard Cohen, John Lissauer) – 4:01
11. "Come to Me" (Stina Nordenstam) – 3:31
12. "People Are Strange" (Densmore, Krieger, Manzarek, Morrison) – 3:35

### Bonus mini-CD (Japan)
1. "People Are Strange (UNKLE remix)" – 5:43
2. "Treat Me Nice" (Elvis Presley) – 3:47

## People Are Strange (singel)
1. People Are Strange (UNKLE Remix) – 5:39
2. People Are Strange (Techno Animal Remix) – 8:35

## Mottagande
Allmusics recensent Kelvin Hayes gav skivan betyget 3,5/5.